# Dressleria
Genre
Classification phylogénétique
Dressleria est un genre d'orchidées épiphytes originaires d'Amérique du Sud et d'Amérique centrale comptant une douzaine d'espèces.

## Étymologie
Le nom de Dressleria a été formé en hommage au botaniste américain Robert Louis Dressler.

## Liste d'espèces
- Dressleria allenii  H.G.Hills (2000)
- Dressleria aurorae  H.G.Hills & D.E.Benn. (1995)
- Dressleria bennettii  H.G.Hills & Christenson (1995)
- Dressleria dilecta  (Rchb.f.) Dodson (1975) - espèce type -
- Dressleria dodsoniana  H.G.Hills (2006)
- Dressleria eburnea  (Rolfe) Dodson (1975)
- Dressleria fragrans  Dodson (1998)
- Dressleria helleri  Dodson (1975)
- Dressleria kalbreyeri  H.G.Hills (2000)
- Dressleria kerryae  H.G.Hills (2000)
- Dressleria severiniana  H.G.Hills  (1993)
- Dressleria williamsiana  H.G.Hills (2012)